# Кицканы
Кицка́ны (рум. и молд. Chițcani, молд. Кицкань, укр. Кіцкани) — одно из старейших сёл на территории Приднестровья, центр Кицканского сельсовета Слободзейского района (Тираспольского) непризнанной Приднестровской Молдавской Республики. В соответствии с административным делением Молдавии входит в Каушанский район Молдавии и является административным центром коммуны Кицкань, в состав которой также входят сёла Меренешты и Загорное.
Единственное из крупных сел района с преобладанием русского населения.

## Географическое положение
Село расположено в западной части района, на правом высоком берегу реки Днестр, на водораздельном выступе, известном как «Кицканский мыс» между долинами рек Днестр и Ботна. Село находится в 22 км от райцентра и в 8 км от железнодорожной станции Тирасполь. Кицканы исторически занимали исключительно выгодное транспортно- и торгово-географическое положение на путях из центра Молдавского княжества вдоль Днестра на Белгород, из Буджака в Подолию. Ныне село удобно расположено вблизи Тирасполя — главного потребителя сельскохозяйственной продукции Кицкан.
Населенный пункт имеет исключительно важное стратегическое значение, так как контролирует подступы к переправе через Днестр и господствующей высоте — «Кицканскому мысу» (158,1 м), или так называемому Кицканскому плацдарму, сыгравшему решающую роль в Ясско-Кишинёвской операции 1944 года. Эта высота служила удобной точкой для артиллерийского обстрела населённых пунктов в долине Днестра, что использовали фашисты в 1944 году и вооружённые силы Молдавии в период вооружённого конфликта в 1992 году.
Село входит в состав Тираспольско-Бендерской агломерации.

## Природа
Пойменные почвы в окрестностях Кицкан отличаются высоким плодородием и пригодны для выращивания овощных и зерновых культур. Склоны «Кицканского мыса» имеют угол и экспозицию, благоприятствующие виноградарству и садоводству. Близость Днестра и плавней Ботны создает исключительные условия для орошения, рыболовства и рыбоводства. Обширный пойменный Кицканский лес традиционно имел большое хозяйственное и рекреационное значение как для села, так и для расположенного вблизи Тирасполя.

## История

### Основание села. Развитие в XIX веке

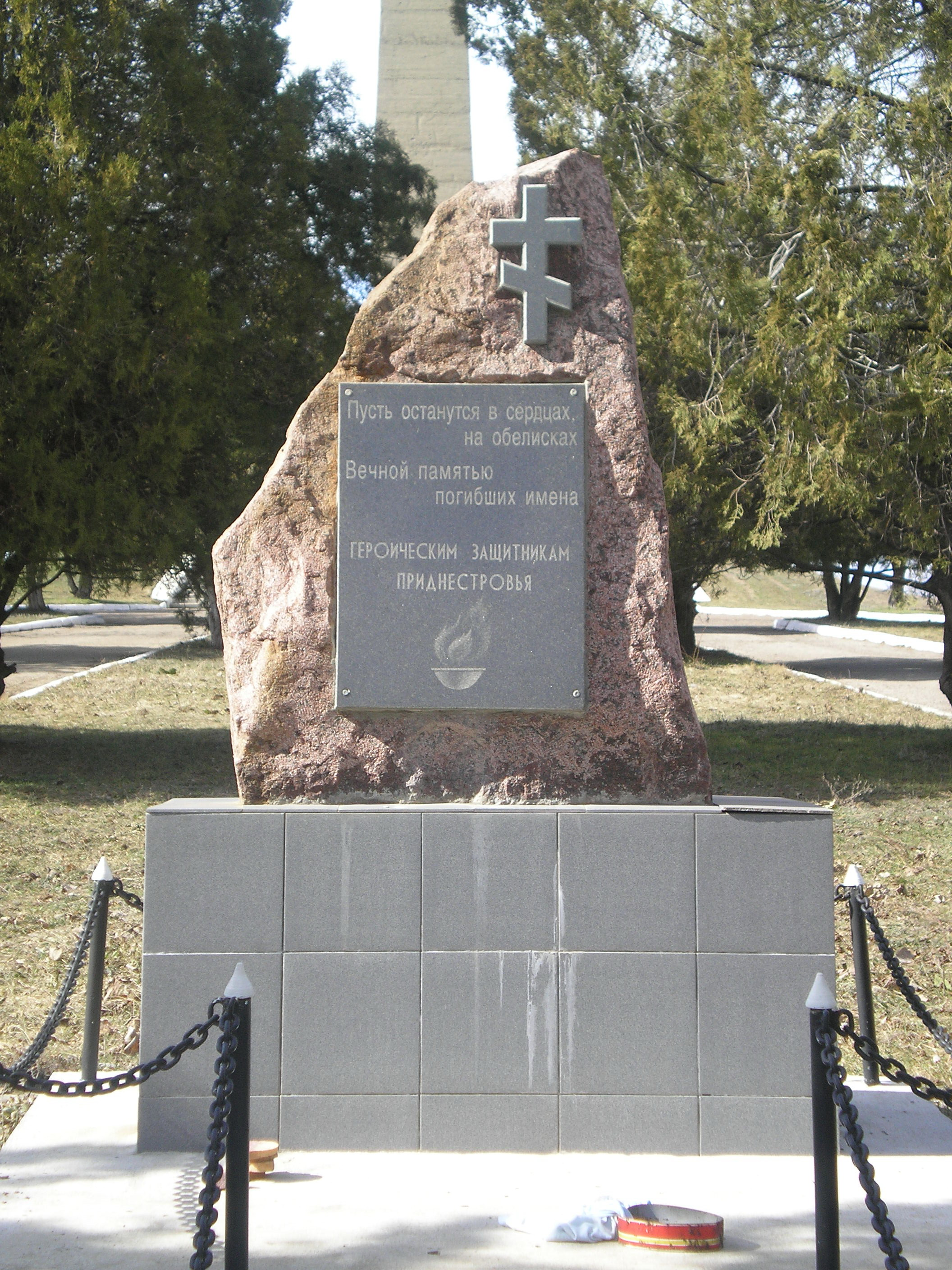
Памятник защитникам Приднестровья в Кицканах

Название села переводится с румынского языка как землеройки. Село Кицканы основано в 1367 году. Кицканы впервые упоминаются в документах 1527 года. Однако археологические памятники в окрестностях села свидетельствуют о пребывании здесь людей задолго до основания населённого пункта. Среди них выделяются Верхний Траянов вал, гетское городище, могильники, курганные комплексы.
Численность населения Кицкан в XVII—XVIII вв. была подвержена резким колебаниям из-за постоянных татарских набегов, привлечения селян на строительство и ремонт Бендерской крепости и дорог, бегства крестьян за Днестр в Запорожскую Сечь, в Слобожанщину, Подолию и Галицию. Учитывая характер и интенсивность хозяйственной деятельности, особенности топографии села можно предположить, что в середине XVIII века в селе насчитывалось 30—40 дворов и проживало не более 150—200 человек.
В 1812 году вместе с присоединением Бессарабии село становится частью Российской империи в дальнейшем в составе Бендерского уезда Бессарабской губернии. Значимую роль в жизни села сыграл, основанный в 1859 году Ново-Нямецкий Свято-Вознесенский монастырь. В 1861 году монастырь получает в собственность 1859 десятин лесных угодий. В 1862 году казённое село Кицканы передаётся в собственность монастырю. В полукрепостную зависимость попадают 272 кицканских и копанских семьи. Монастырю были переданы лучшие земли села. Многие кицканцы были вынуждены переселиться в города и села Левобережья.

### Развитие села во второй половине XX века

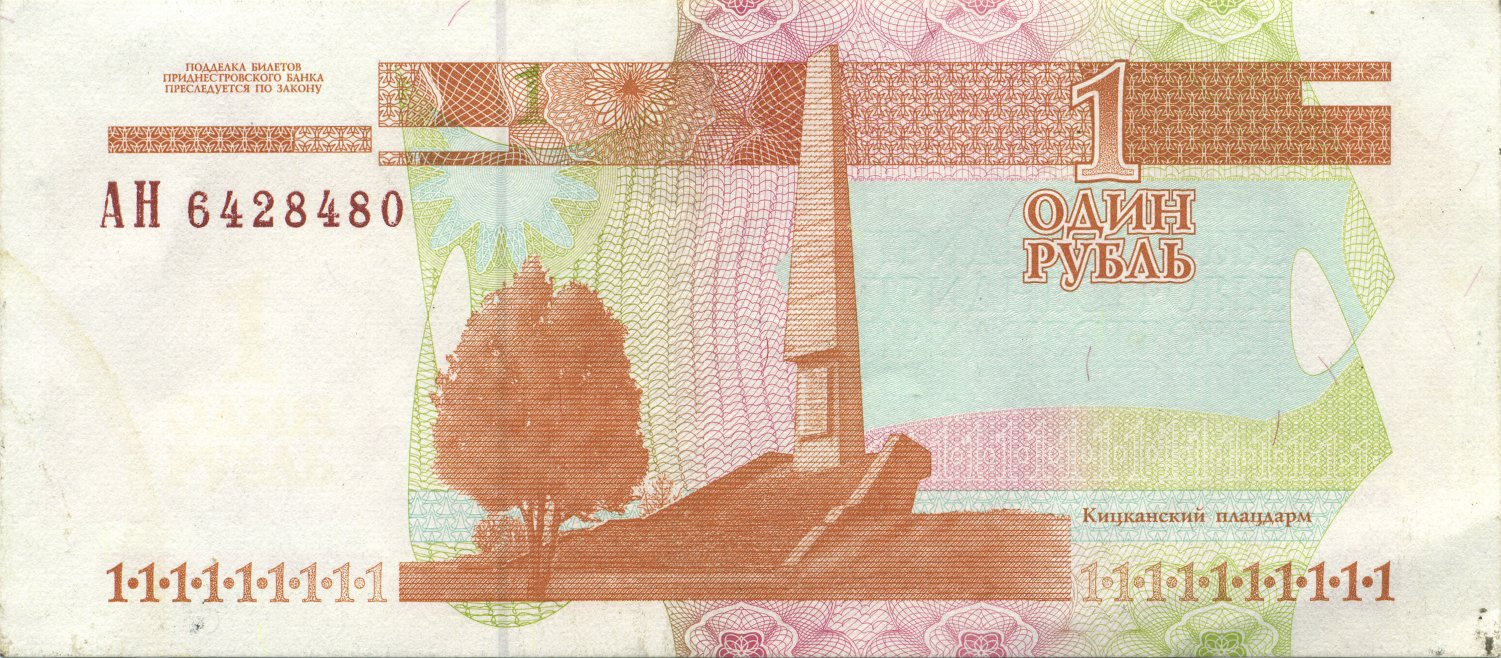
Обелиск боевой Славы на Кицканском плацдарме на приднестровском рубле 2000 года

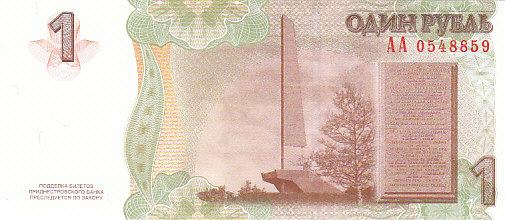
Обелиск Славы и мемориальная доска на приднестровском рубле 2007 года

В 1960—70-е годы наступает расцвет аграрного производства в местном колхозе. Колхоз «Красный садовод» достиг больших успехов в экономике и социально-бытовом строительстве. Материально-техническая база колхоза вывела его в десятку наиболее оснащённых в МССР. Так была создана мощная мелиоративная система, орошающая почти 800 га, что являлось одним из самых больших показателей в Молдавской ССР. Строятся крупный тепличный комбинат, овощехранилища, полевые дороги, производится зарыбление прудов. В конце 1960-х гг. «Красный садовод» вошёл в число колхозов-миллионеров. К середине 1970-х гг. ежегодная чистая прибыль колхоза достигала 3 млн рублей.
Колхоз имел овощеводческо-садоводческую специализацию. Более 400 га колхозных земель было отведено под выращивание томатов, баклажан, огурцов, редиса, разнообразной зелени и других овощных культур. На пойменных землях получило развитие бахчеводство. Главной специализацией колхоза было выращивание яблок, груш, слив, абрикосов, персиков, айвы, черешни, вишни. Под фруктовые сады было отведено более 300 га земли. Ежегодно колхоз собирал около 10—15 тыс. тонн плодов. На западном склоне Кицканского мыса разбивается массив виноградников площадью более 200 га. Особое внимание уделялось пчеловодству и рыбоводству. В прудах выращивали толстолобика, карпа, белого амура, карася, леща.
В 1960-80-е годы в основном на средства колхоза были построены: 2 средние и 1 восьмилетняя школы; Дом культуры; музыкальная студия; шахматно-шашечный клуб "Каисса"; летняя эстрада; летний кинотеатр; 2 библиотеки - взрослая и детская; поликлиника, больница; родильный дом; аптека; 4 детских сада; отделения связи и сберкассы; комбинат бытового обслуживания; гостиница; ресторан; 6 магазинов; 2 музея; парк культуры и отдыха, баня. В селе были установлены памятник В. И. Ленину и памятник советским воинам, павшим в Великой Отечественной войне, Мемориал Ясско-Кишинёвской операции. Из Кицкан в Тирасполь и Слободзею были налажены маршруты рейсовых автобусов, чему способствовало строительство моста, связывающего село с центром Тирасполя. Кицканы — стало первым селом в Молдавской ССР, которое ещё в 1989 году на заседании сельского Совета официально утвердило свой герб. 
Учитывая большую территорию села, его условно поделили на административно-территориальные единицы: Меренешты, Загорное, Индия, Центр, Рыпа, Фламында-I Фламында-II, Прагон, Цараны, Габарда, Голопузивка.

### Современные Кицканы

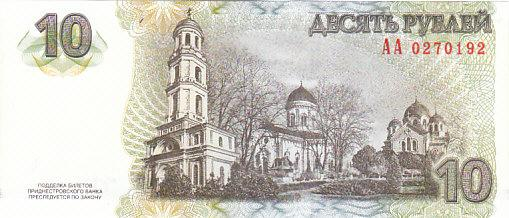
Ново-Нямецкий Кицканский монастырь на денежном знаке в 10 приднестровских рублей 2000 года

В конце 1990-х гг. колхоз был ликвидирован. На его месте сформировались небольшие мелкотоварные кооперативы. Специализацией кицканского сельского хозяйства являются овощеводство (в том числе парниковое), садоводство, виноградарство, рыбоводство, пчеловодство. Часть жителей села находят работу в близрасположенных городах Приднестровья — Тирасполе и Бендерах. Современные Кицканы — многонациональное село. По состоянию на 1 января 2004 года в селе проживало около 9 тыс. чел. (52 % — женщины), из них русские составляют 53 %, молдаване — 34 %, украинцы — 10 %, проживают также болгары, гагаузы, белорусы. В селе насчитывалось 2855 домохозяйств.
На начало 2014 года Кицканский сельсовет (сёла Кицканы, Меренешты, Загорное) насчитывает 3576 дворов, численность населения составляет 9282 человека.

## Достопримечательности
- Вознесенский Ново-Нямецкий монастырь
- Обелиск боевой Славы на Кицканском плацдарме
- Памятный знак погибшим защитникам Приднестровской Молдавской Республики